# Љубав и бијес (филм)
Љубав и бијес је југословенски играни филм из 1978. године. Филм је направљен према новели Новака Симића „Запис о Симеоновици и Ахмет Јусуфу“. Сценарио и режију је написао Бакир Тановић. Филм је у Југославији први пут приказан 1. јануара 1978. године.

## Радња
Симеон, најбогатији српски трговац у Сарајеву је имао све у животу. Имао је силно богатство, сандуке злата, магацине и продавнице робе по читавој Башчаршији, те највећу кућу у Сарајеву која је заузимала пола улице. У позним година се заљубљује у младу и лијепу ћерку пекара Гвозде са Алифаковца. Младу Симеоновицу доводи у своју кућу и приређује највећу и најбогатију свадбу које је Сарајево запамтило. Након повратка са трговачког пута затиче болесну Симеоновицу у коју је ушао „бијес“.

## Улоге
| Глумац                 | Улога            |
| ---------------------- | ---------------- |
| Виктор Старчић         | Симеон           |
| Мерима Исаковић        | Симеоновица      |
| Драгомир Бојанић Гидра | разбојник        |
| Дара Чаленић           | Симеунова рођака |
| Милан Штрљић           | Француз          |
| Адем Чејван            | Турски ратник    |
| Руди Алвађ             |                  |
| Милан Митић            |                  |
| Звонко Зрнчић          |                  |
| Миодраг Брезо          |                  |
| Михајло Мрваљевић      |                  |
| Инес Фанчовић          |                  |